# 阮贤榜
阮贤榜（1909年—2011年），中国人民解放军将领、中国人民解放军开国少将。
曾任中国人民解放军12军副军长兼参谋长。1955年，授予中国人民解放军少将。